# ساختمان بانک ملی فریمان
ساختمان بانک ملی فریمان مربوط به دوره پهلوی است و در فریمان، بافت قدیم شهر، خیابان طالقانی واقع شده و این اثر در تاریخ ۲۷ بهمن ۱۳۸۲ با شمارهٔ ثبت ۱۰۹۱۸ به‌عنوان یکی از آثار ملی ایران به ثبت رسیده‌است.